# Pisania pusio
Pisania pusio är en snäckart som först beskrevs av Carl von Linné 1758.  Pisania pusio ingår i släktet Pisania och familjen valthornssnäckor. Inga underarter finns listade i Catalogue of Life.